# Touroukhan
La Touroukhan (en russe : Турухан) est une rivière de Russie et un affluent gauche de l'Ienisseï.

## Géographie
La Touroukhan est longue de 639 km et coule dans la plaine de Sibérie occidentale. Son cours est situé dans le kraï de Krasnoïarsk.
Son bassin a une superficie de 35 800 km2 et son débit moyen annuel est de 371 m3/s.
Elle est prise dans les glaces d'octobre à fin mai. Elle est navigable sur 270 km à partir de son point de confluence avec l'Ienisseï.